# Radio New Zealand National
Radio New Zealand National (ранее National Radio, до 2007 года) (рус. Национальное радио Новой Зеландии) — спонсируемая государством некоммерческая новозеландская англоязычная радиостанция под управлением радиокомпании Radio New Zealand. В основном специализируется на программах, посвящённых обзорам текущих событий, искусству, культуре Новой Зеландии, некоторые передачи транслируются на языке маори. Транслировалась из основных городов Новой Зеландии на каналах AM-диапазона с суффиксом «YA»: 1YA, 2YA, 3YA и 4YA.
В 2013 году аудитория Radio New Zealand National составляла 10,3 % радиослушателей, что являлось наивысшим показателем в Новой Зеландии. Рейтинг вырос с 9,1 % радиослушателей в 2009 году. Наибольшего пика в 11,1 % радиослушателей радиостанция достигла в 2011 году, в ходе освещения событий вокруг землетрясения 2011 года в Крайстчерче. 439 000 радиослушателей включают Radio New Zealand National в течение недели, что является второй по величине совокупной аудиторией в Новой Зеландии.

## Сетка вещания
Трансляции Radio New Zealand National с 6:00 до полуночи характеризуются чередованием трёх расширенных выпусков новостей и аналитических программ, продолжительностью от одного до трёх часов каждый, с разнообразными программами в развлекательном стиле, продолжительностью от трёх до пяти часов.
Информационно-аналитические выпуски готовятся к эфиру круглосуточно.
Штат репортёров и корреспондентов ведёт репортажи из 12 студий, расположенных по всей Новой Зеландии, в том числе в Окленде, Веллингтоне и Крайстчерче. Информационные выпуски новостей на Radio New Zealand National готовятся под руководством корреспондентов-специалистов в политике, здравоохранении, социальным вопросам, экономике, образованию, проблемам маори, вопроса тихоокеанского региона, бизнеса и сельского хозяйства. Офис радиостанции есть и в парламенте. Источниками международных новостей в основном являются международные информационные агентства.
Большинство программ Radio New Zealand National являлись лидерами рейтингов в своих временных рамках в 2012 году, в том числе такие программы, как Nine to Noon с Кэтрин Райан (англ. Kathryn Ryan), The Panel с Джимом Мора (англ. Jim Mora), Checkpoint с Мери Уилсон (англ. Mary Wilson), Saturday Morning с Ким Хилл (англ. Kim Hill), Sunday Morning с Крисом Лейдлоу (англ. Chris Laidlaw), Nights с Брайаном Крампом (англ. Bryan Crump).

### Morning Report
- Ведущие: Гуйон Эспинер (англ. Guyon Espiner),
Сьюзи Фергюссон (англ. Susie Fergusson)
- Трансляция: с 06:00 до 09:00

Morning Report (маори Te Pūrongo o te Ata, рус. Утренний отчёт) — главная утренняя программа Radio New Zealand National, одна из старейших программ радиостанции, выходящая в эфир с апреля 1975 года. Это трёхчасовая новостная программа, выходящая в эфир с 6:00 до 9:00 утра по будням. Программа состоит из получасовых сводок последних событий и прогнозов погоды от Radio New Zealand. Между этими сводками происходит детальное освещение событий и новостных сюжетов.
Аудитория передачи Morning Report составляет 349 000 слушателей.
Новости и погодные сводки каждые полчаса зачитывает Никола Райт (англ. Nicola Wright) из студии Radio New Zealand News. Он выходит в эфир в 6:00, 6:30, 7:00, 7:30, 8:00 и в 8:30. Краткое перечисление новостных заголовков также происходит каждые полчаса, в 6:15, 6:45, 7:15, 7:45 и в 8:15.
Специализированные рубрики выходят в эфир в одно и то же время ежедневно. Так, после выпуска новостей в 6:00, следуют рубрики о спорте, тихоокеанском регионе, сельском хозяйстве. Затем, в 6:27, в эфир выходит новостной бюллетень маори — Te Manu Korihi. После выпуска новостей в 6:30 следует обзор местной прессы, дорожной ситуации и сводка экономических новостей. После новостного блока в 7:30 в эфир снова выходит обзор дорожной ситуации и обзор прессы. Перед информационным выпуском в 8:30 в эфир выходит экономический бюллетень. Последние 15 минут программы занимает выпуск новостей маори. Он выходит в эфир примерно в 8:48.
В оставшееся время ведущие Гуйон Эспинер (англ. Guyon Espiner) и Сьюзи Фергюссон (англ. Susie Fergusson) берут интервью у ньюс-мейкеров и журналистов, а также представляют репортажи корреспондентов радиостанции и репортёров Radio New Zealand. У программы есть корреспонденты и контакты за рубежом, в основном образованные в результате дружественной связи Radio New Zealand с BBC и австралийской ABC. Имеется доступ к репортажам корреспондентов новостного подразделения Radio New Zealand, специальных корреспондентов, а также команде в парламентской пресс-галерее.
Программа выходит в эфир 11 месяцев в году. На время летних отпусков её заменяет программа Summer Report, которая выходит в эфир с 7:00 до 9:00 утра в летние рабочие дни.
Особенностью программы Morning Report являются птичьи голоса, которые звучат в эфире в начале каждого часа в течение программы. В основном используются голоса птиц — эндемиков Новой Зеландии. В 2004 году руководством радиостанции была предпринята попытка исключить птичьи голоса из программы под предлогом того, что они устарели, но поток отзывов радиослушателей был настолько велик, что базу птичьих голосов пришлось обновить и расширить, и она продолжила благополучно использоваться.

### Nine to Noon
- Ведущий: Кэтрин Райан (англ. Kathryn Ryan)
- Трансляция: с 09:00 до 12:00

Nine to Noon (рус. С девяти до полудня) — трёхчасовая программа, состоящая из интервью с ньюсмейкерами, обозревателями, писателями, артистами, комедиантами, корреспондентами, экспертами, комментаторами и прочими людьми. В перерывах между интервью звучат небольшие музыкальные фрагменты или отрывки из аудиокниг. Программу ведёт Кэтрин Райан (англ. Kathryn Ryan).
В ходе программы в начале каждого часа транслируются: короткая сводка-анонс текущей программы, небольшой музыкальный отрывок, пятиминутный выпуск новостей, тридцатисекундный проморолик Radio New Zealand и тридцатисекундная сводка Метеорологической службы Новой Зеландии. В отличие от других аналитических программ Radio New Zealand, таких как Morning Report и Checkpoint, в программе Nine to Noon нет получасовых выпусков новостей (в 9:30, 10:30 и т.д.).
Ежедневно с 9:08 до 9:45 Кэтрин Райан ведёт обзор трёх основных событий и берёт интервью у ньюсмейкеров, журналистов, экспертов и комментаторов. Часто гостями программы являются государственные министры. Информационные блоки новостей в целом идентичны новостям, звучащим в эфире программы Morning Report, но в основном освещают более долгосрочные социальные вопросы, а не текущие события дня. Между интервью часто звучат музыкальные отрывки.
Примерно в 9:45 звучит музыкальный фрагмент, после которого включается интервью в прямом эфире с одним из зарубежных корреспондентов, который ведёт обзор событий той части мира, в которой он находится. Похожие сегменты позже были добавлены в программы Morning Report, а также появились на радиостанциях Newstalk ZB, Radio Live и New Zealand's Rhema. По понедельникам с обзором выступает европейский корреспондент, Шеймус Кирни (англ. Seamus Kearney) или корреспондент со среднего востока, Иррис Маклер (англ. Irris Makler). По вторникам в эфир выходит один из корреспондентов в Соединённых Штатах Америки — Джек Хитт (англ. Jack Hitt или Ричард Адамс (англ. Richard Adams). Австралийские корреспонденты Пол Барклай (англ. Paul Barclay) или Рей Мойниган (англ. Ray Moynihan) появляются в эфире в среду. В четверг в эфир выходит один из британских корреспондентов — Мэтью Перрис (англ. Matthew Parris), Джон Деннис (англ. Jon Dennis), Кейт Эди (англ. Kate Adie) или Майкл Уайт (англ. Michael White). В пятницу берётся интервью у корреспондента с тихоокеанских островов Майка Филда (англ. Mike Field), или из Азии, у Фила О’Салливана (англ. Phil O'Sullivan).
После выпуска новостей, примерно в 10:08 Райан выходит в эфир радиостанции с главным интервью дня. Веб-сайт программы называет это двадцатиминутное интервью 

представляющим широкий спектр интересных людей, стимулирующих новые идеи и дискуссииОригинальный текст (англ.)profiles a wide range of interesting people who stimulate new ideas and debate
 Многие известные личности давали свои интервью в этой рубрике передачи Nine to Noon: бывший премьер-министр Хелен Кларк, а также бывший член парламента от партии зелёных, Сью Бредфорд выступали в этой рубрике с комментариями по поводу своих отставок.
После окончания основного интервью в передаче звучит музыкальный фрагмент, а остаток часа посвящается литературе. Этот блок выходит в эфир в 10:30, но часто начинается в 10:40. В программе берётся интервью у одного из внештатных обозревателей-литературоведов, в котором обсуждается конкретная книга или серия книг. В 10:45 в эфире радиостанции звучит 15-минутный литературный отрывок, радиопостановка Radio New Zealand Drama. В 11:00 в эфир выходит информационно-аналитический выпуск новостей.
C 11:08 до 11:25 Райан зачитывает отзывы слушателей, а затем начинает дискуссию по озвученным вопросам. По понедельникам проводится политическая дискуссия между правым комментатором, Мэтью Хотоном (англ. Matthew Hooton) и левым комментатором, как правило Майком Уильямсом, бывшим президентом Лейбористской партии Новой Зеландии. По вторникам Род Орам обсуждает вопросы бизнеса и экономики; вместо него в эфир иногда выходит Фрэн О’Салливан (англ. Fran O'Sullivan), корреспондент The New Zealand Herald. По средам Марти Дуда (англ. Marty Duda) представляет музыканта недели. По четвергам Нат Торкингтон (англ. Nat Torkington), Стив Маккейб (англ. Steve McCabe) и другие представляют новости из мира технологий. По пятницам Ману Тейлор (англ. Manu Taylor) знакомит слушателей с новой музыкой.
С 11:25 до 11:45 в эфире программы появляется приглашённый специалист. По понедельникам в студию программы приглашается шэф-повар, который рассказывает об одном из рецептов, а Джон Хоксби рекомендует подходящее вино. Этот сегмент передачи варьируется в течение недели. Так, по средам в программе выступает эксперт по правовым вопросам, каждый второй четверг месяца к участию в программе приглашается психолог, эксперт по вопросам воспитания, Наджел Латта, а по пятницам с обзором спортивных событий в программе выступает журналист, Джозеф Раманос (англ. Joseph Ramanos).
C 11:45 до 12:00 в программе по понедельникам выходит в эфир Томми Хани (англ. Tommy Honey) или журналист-путешественник, Кеннеди Уорн (англ. Kennedy Warne). По вторникам Денис Уэлч (англ. Denis Welch) выступает с критикой СМИ. По средам Грэм Такетт (англ. Graeme Tuckett) выступает с обзором фильмов. По четвергам Саймон Уилсон (англ. Simon Wilson) выступает с обзором телепрограмм, а по пятницам комедиант Те-Радар с Мишель А’Корт (англ. Michele A'Court), Ирен Пинк (англ. Irene Pink), Геммой Грейсвуд (англ. Gemma Gracewood), Джеки Браун (англ. Jackie Brown), Элизабет Эстер (англ. Elisabeth Easther) или Пинки Эгнью (англ. Pinky Agnew) представляют слушателям комедийный обзор прошедшей недели. Затем Кэтрин Райан присоединяется к комментаторам и завершает программу, после чего звучит очередной музыкальный фрагмент.
С января 2009 года в период рождественских праздников и летнего отпуска вместо программы Nine to Noon в эфир радиостанции выходит программа Summer Noelle (с 10:00 до 12:00 в летние будни). Формат этой передачи идентичен программе Nine to Noon. Ведущей этой программы до 2011 года была Ноэль Маккарти. В сезоне 2012—2013 годов она снова вернулась в передачу. В сезоне 2011—2012 годов, во время её отсутствия, её замещали Линн Фримен (англ. Lynn Freeman) и новая соведущая, Соня Слай (англ. Sonja Sly). Программа Summer Noelle также, как и Nine to Noon состоит из интервью с ньюсмейкерами, обозревателями, учёными, знаменитостями, художниками и актёрами, живыми концертами музыкантов в студии. В этой программе ранее транслировалось шоу The Best of Nine to Noon (рус. Лучшее из программы «С девяти до полудня»).

### Midday Report
- Трансляция: с 12:00 до 13:00

Передача Midday Report (рус. Репортаж в полдень) производится новостным подразделением, Radio New Zealand News. Она начинается пятнадцатиминутным информационным бюллетенем, подготовленным на основе репортажей корреспондентов Radio New Zealand, BBC и ABC. Первые шесть минут этого информационного выпуска являются общими для радиостанций Radio New Zealand и параллельно транслируются на радиостанции Radio New Zealand Concert. В программе нет постоянного ведущего. После общего блока новостей в эфир выходят специализированные новости, в том числе двухминутный прогноз погоды от метеорологической службы Новой Зеландии, десятиминутный выпуск новостей экономики, трёхминутный обзор спортивных событий, восьмиминутный репортаж о сельском хозяйстве и обзор международных событий, World Watch, продолжительностью 16 минут.
По праздникам и в сезон летних отпусков программа выходит в эфир с 12:00 до 12:30 и состоит из блока новостей в 12:00 и обзоров спортивных и международных событий.

### Afternoons
- Ведущий: Джим Мора[англ.]
- Трансляция: с 13:00 до 17:00

Afternoons (рус. Полдники) — программа в стиле радиожурнала, созданная продюсерами: Дэвидом Алланом (англ. David Allan), Джимми Стюартом (англ. Jimmy Stewart), Сюзан Балдаччи (англ. Susan Baldacci) и Крисом Рейдом (англ. Chris Reid). Ноэль Маккарти (англ. Noelle McCarthy), Уэйн Моват (англ. Wayne Mowat), Пол Бриннан (англ. Paul Brennan) и Крис Уитта (англ. Chris Whitta) являются сменными ведущими передачи. Программа транслируется из студии Radio New Zealand на Хобсон-стрит (англ. Hobson Street) в Окленде. В этой программе слушателям предлагается большое разнообразие музыки, специальных репортажей, в том числе об особенностях культуры и языка маори, разнообразные аналитические интервью, как серьёзные, так и развлекательные, а также дискуссии среди знаменитостей о последних событиях с 16:00 до 17:00 В программе Afternoons большое внимание уделяется отзывам радиослушателей.
Ведущий программы, Джим Мора, совместно с коллективом радиостанции разработал большое количество регулярных еженедельных и ежедневных интересных рубрик для передачи Afternoons. С 2008 года Мора ведёт опрос слушателей относительно их мнения о «Лучшей когда-либо написанной песне» и включает разные музыкальные отрывки в начале своего шоу, в зависимости о результатов опроса. С понедельника по четверг первый час программы занимает музыкальная и историческая рубрика Reeling in the Years (с англ. — «перематывание лет»). По пятницам с 13:00 до 14:00 новозеландские музыканты выступают вживую в одной из студий Radio New Zealand в рубрике New Zealand Live (с англ. — «Новая Зеландия, прямой эфир». Кроме того, в передаче есть научная рубрика, 8 Month to Mars (рус. 8 месяцев на Марс, небольшая сельская рубрика Your Call, New Zealand (рус. Твой звонок, Новая Зеландия) и ежедневная научно-популярная рубрика о здоровье и охране окружающей среды в 15:45.
Джим Мора был приглашён на должность ведущего для повышения рейтинга и привлекательности программы, выходящей в эфир в конкурентное дневное время. К тому времени он был уже хорошо известен как телеведущий, закадровый диктор, журналист, автор сценариев для телевидения и как бывший диктор на радио. Популярным было и его шоу Mucking In. Это шоу заменило собой несколько дневных программ, в том числе радиожурнал In Touch with New Zealand с Уэйном Моуэтом (англ. Wayne Mowat). Музыкальная рубрика этого радиожурнала, Wayne's Music, теперь выходит в эфир ночью по выходным. Моуэт стал продюсером и ведущим музыкальных программ радиостанции Radio New Zealand National, а также диктором Radio New Zealand News.
По праздникам, а также в течение летнего и рождественского перерывов, Келли Хоусон (англ. Kelle Howson), Фил О’Брайан (англ. Phil O'Brien) и Саймон Моррис (англ. Simon Morris) ведут музыкальную передачу Matinee Idle, которая начинается сразу после полуденного выпуска новостей и заканчивается перед выпуском новостей в 17:00. В этой программе активно используются комментарии и рекомендации радиослушателей, а с 13:00 до 14:00 в программе звучит музыкальная тема дня.

### Checkpoint
- Ведущий: Мэри Уилсон (англ. Mary Wilson)
- Трансляция: с 17:00 до 19:00

Мэри Уилсон (англ. Mary Wilson) является ведущей информационной программы Checkpoint (рус. Контрольная точка) на Radio New Zealand National. Программа выходит в эфир во время вечернего часа пик. В ходе программы в прямой эфир выходят интервью с ньюсмейкерами и корреспондентами, сообщающими о национальных и международных событиях. Ежедневно в программе участвуют специалисты и эксперты. Каждые полчаса в эфире программы появляются обзоры новостей и прогноз погоды. Программа впервые вышла в эфир в 1967 году и является старейшей новостной информационной программой на радио и телевидении Новой Зеландии.
Программа включает шестиминутный выпуск новостей и прогноз погоды в 17:00 и в 18:00, трёхминутный обзор новостей экономики около 17:22 и 18:22, трёхминутный обзор новостей и прогноз погоды в 17:30 и в 18:30, трёхминутный обзор спортивных событий в 17:33 и в 18:33 и обзор текущих событий, посвященный маори, Te Manu Korihi, продолжительностью три с половиной минуты — в 17:47 и в 18:48. В течение первого часа программы основное внимание уделяется внутренним вопросам Новой Зеландии, в то время как второй час программы посвящается международным вопросам, в том числе политическим.
Международные новости и специально записанные заранее передачи заменяют программу Checkpoint по праздникам, а также в течение трёх недель летнего отпуска.

### Nights
- Ведущий: Брайан Крамп (англ. Bryan Crump)
- Трансляция: с 19:00 до 24:00

Ежедневная вечерняя программа Nights (рус. Ночи) уделяет основное внимание различным идеям и музыке. В течение первых трёх часов программы интервью с приглашёнными гостями и постоянными комментаторами перемежаются с предварительно записанными программами RNZ, австралийской ABC и британской BBC. В ходе программы звучит музыка и ежечасно в эфир выходят новостные информационные бюллетени. Четвёртый час программы посвящён обзору новостей. С 23:00 до 24:00 в эфире появляется получасовая музыкальная программа и одна из дополнительных рубрик.
Постоянными рубриками программы Nights являются: с понедельника по четверг, между 20:15 и 20:45 — рубрика Windows of the World (с англ. — «Окна мира»), посвящённая документальным материалам радиостанций общего пользования со всего мира; рубрика News at 10 (англ. Новости в 10), пятнадцатиминутный расширенный обзор новостей, начинающийся в 22:00; с 22:15 до 22:45 выходит рубрика Late Edition (с англ. — «Поздняя редакция»), в которой звучат наиболее яркие моменты из информационно-аналитических программ Morning Report, Nine to Noon и Checkpoint. Ежедневная информационная программа о событиях на островах Тихого океана, Dateline Pacific (с англ. — «Линия перемены дат: Тихий океан»), с радиостанции Radio New Zealand International, выходит в эфир с 22:45 до 23:00.
По понедельникам программа Nights акцентирует внимание на международных новостях и спортивных событиях. В первом часе программы звучат интервью с приглашёнными гостями и музыка. После рубрики Windows of the World, в 20:45 Брайан Крамп начинает обсуждение спортивных событий в рубрике The Final Whistle (рус. Финальный свисток) с новозеландскими спортивными журналистами Джозефом Романосом (англ. Joseph Romanos) или Пенни Майлз (англ. Penny Miles), американской журналисткой Хелен Эллиотт (англ. Helene Elliott) или британским журналистом Ричардом Флемингом (англ. Richard Fleming). В 21:06 начинается информационно-аналитическая передача Insight (с англ. — «Проницательность, понимание») новостного подразделения Radio New Zealand News, а в 21:40 Крамп выходит на связь с одним из корреспондентов программы. Это может быть: Тара Фицджеральд (англ. Tara Fitzgerald) из Мексики, Дороти Уикем (англ. Dorothy Wickham) с Соломоновых Островов, Эмма Мур (англ. Emma Moore) из Китая, Махтаб Хайдер (англ. Mahtab Haider) из Бангладеш, Андра Сучу (англ. Andra Suciu) из Румынии, Даниел Калинаки из Уганды, Стивен Ланг (англ. Steven Lang из ЮАР) и Росс Брагг (англ. Ross Bragg) из Канады. В последнем часе программы, после блока новостей в 23:00, в прямом эфире звучит блюзовый концерт радио Beale Street Caravan.
По вторникам программа приобретает академический уклон. Она начинается с получасовой музыкальной рубрики и интервью, после которых следует рубрика The Sampler (рус. Сэмплер), в которой Ник Боллинджер выступает с обзорами музыки. После рубрики Windows of the World, в 20:45 Брайан Крамп начинает дискуссию с одним из пяти специалистов по вопросам социальных наук. Это может быть обсуждение вопросов философии с Анн Кервин (англ. Ann Kerwin), политических систем с Брайаном Ропером (англ. Brian Roper) в рубрике A Nation's Administration (рус. Национальные администрации), религии с Полом Моррисом из Университета Виктории в рубрике Prayers (рус. Богослужение), энергетики с Ральфом Симсом (англ. Ralph Sims) в рубрике Ignition (рус. Зажигание) или вопросы экономики с Невилль Беннетт (англ. Neville Bennett) в рубрике Dollars and Sense (рус. Доллары и чувство). В 21:06 в эфир выходит документальная радиодискуссия или аудиолекция. Это может быть лекция, которая выйдет в эфир в 16:06 в следующее воскресенье. В 23:06 в эфир радиостанции выходило шоу Charlie Gillett's World of Music радиовещательной службы BBC World Service, после которого начиналась рубрика Bedtime Story (рус. Сказка на ночь).
По средам программа обращает особое внимание на различные виды искусства. Музыка и интервью выходят в эфир до рубрики At the Movies (рус. В кино), которая начинается в 19:30 и посвящена обзорам фильмов и кинематографа. Ведущий рубрики — Саймон Моррис (англ. Simon Morris). В 20:45, после рубрики Windows of the World, выходит рубрика Offbeat (рус. Слабая доля), в которой Фергюс Барроумен (англ. Fergus Barrowman) ведёт обзор джазовых композиций. Затем в эфире программы появляются рубрики: Hit Parade (рус. Хит-парад) с Уэйн Моует (англ. Wayne Mowat) об истории музыки, новости изобразительного искусства с Эммой Бюжден (англ. Emma Bugden) в рубрике Gallery (рус. Галерея), обзоры классической музыки с Кейт Мид (англ. Kate Mead) в рубрике The Podium (рус. Подиум), обзоры DVD с Майлзом Бакингемом (англ. Miles Buckingham) в рубрике Small Screen Cinema (рус. Кинотеатр с малым экраном), поэзия с Крисом Прайсом (англ. Chris Price) в рубрике A Leaf of Words (рус. Лист из слов). После 21:00 в эфире радиостанции появляется рубрика Curtain Call (рус. Выход на поклон), которая включает в себя радиошоу A Prairie Home Companion. После 23:00 в эфир выходит рубрика Jazz Hour (рус. Час джаза) которая включает в себя такие разделы, как Round Midnight (рус. Ровно полночь), Jazz Footprint (рус. По следам джаза) и Джаз в центре Линкольна.
По четвергам программа Nights уделяет внимание научной теме. После блока музыки и интервью начинается рубрика Spectrum — документальный сериал об обычных новозеландцах. Затем, после рубрики Windows of the World, с 20:45 до 21:00 Брайан Крамп ведёт беседу с одним из учёных. Он разговаривает с Джин Флеминг (англ. Jean Fleming) о биологии человека в рубрике Body Parts (рус. Части тела), с Эриком Бренстремом (англ. Erick Brenstrem) о погоде в рубрике Barometer (рус. Барометр), с Аланом Гилмором (англ. Alan Gilmore) об астрономии в рубрике Starry Starry Night (рус. Звёздная звёздная ночь), с Крейгом Стивенсом (англ. Craig Stevens) об океанографии в рубрике Salty Water (рус. Солёная вода), с Хемишем Кемпбеллом (англ. Hamish Campbell) о геологии в рубрике Hot Rocks (рус. Горячие камни) и с Деннисом Маккоганом (англ. Dennis McCaughan) о математике в рубрике Primarily Numbers (рус. Основные числа). В 21:06 в эфир выходит еженедельная рубрика о науке и окружающей среде, Our Changing World (рус. Наш меняющийся мир), после которой до 22:00 звучит музыка и интервью. В 23:06 начинается рубрика The Music Mix о современной музыке.
В пятницу программа Nights приобретает размеренный, спокойный стиль, и посвящается музыке. Музыка звучит до 19:40, когда в эфир выходит рубрика Flash (рус. Вспышка) с короткими репортажами, такими как NZ Society (рус. Новозеландское общество), репортаж о музыке The Vault (рус. Хранилище) и Asian Report (рус. Азиатский репортаж). Во втором часе программы в эфир выходит рубрика Spotlight (рус. Прожектор) с интервью, посвящёнными музыке, и отрывками из записанных концертов. В третьем часе программы в эфир выходит еженедельная рубрика Country Life (рус. Сельская жизнь) с новостями и аналитическими материалами о животноводстве и сельском хозяйстве. Эта рубрика повторно выходит в эфир в 7:06 по субботам. В 23:06, в последнем часе программы, выходит рубрика Friday Finale (рус. Пятничный финал), в которой звучат музыкальные выступления и короткие документальные материалы, посвящённые музыке.
По праздникам, в течение рождественского месяца и в сезон летних отпусков, а также на период отсутствия Брайна Крампа, передачу ведёт Крис Витта (англ. Chris Whitta) или Уорвик Бёрк (англ. Warwick Burke).

### Ночная программа
- Ведущие: Вики Маккей (англ. Vicki McKay),
Ллойд Скотт (англ. Lloyd Scott)
- Трансляция: с 00:00 до 06:00

Вики Маккей (англ. Vicki McKay) и Ллойд Скотт (англ. Lloyd Scott) являются ведущими ночного шестичасового радиожурнала The All Night Programme (рус. Программа на всю ночь), который выходит в эфир Radio New Zealand National ежедневно с полуночи. Каждый час в программе звучит четырёхминутный новостной бюллетень Radio New Zealand News и последний прогноз погоды метеорологической службы Новой Зеландии. Затем в программе звучит разнообразная музыка, специализированные рубрики и наиболее интересные интервью, последние новости и обзоры спортивных событий. В программе звучат повторы интервью и музыки из утренней субботней программы Ким Хилл и утренней воскресной программы Криса Лейдлоу. В программе звучат повторы сегментов других передач и специальных программ Radio New Zealand, BBC World Service, австралийской ABC и других.
Программа выходит в эфир по расписанию. В первые полчаса Маккей или Скотт зачитывают последние новости, делают анонс предстоящих рубрик программы и начинают музыкальную рубрику Music after Midnight (рус. Музыка после полуночи). Специальные программы выходят в эфир в 00:30: Discovery (рус. Открытие) от BBC World Service по понедельникам, The Strand (рус. Нить) от BBC World Service по вторникам, программы Radio New Zealand: Insight по средам, Spectrum по четвергам, и по пятницам One in Five (рус. Один из пяти), о проблемах людей с ограниченными возможностями. После блока новостей в 01:00 в эфир выходят специальные рубрики: Te Ahi Kaa компании Radio New Zealand по понедельникам в 01:05, Primary People (рус. Наиболее важные люди) той же компании в 01:15 по вторникам, From the World (рус. Из мира) компании BBC World Service в 01:15 по средам, Digital Planet (рус. Цифровая планета) той же компании в 01:15 по четвергам, рубрика Ideas (рус. Идеи) компании Radio New Zealand в 01:05 по пятницам.
Музыка и специальные рубрики появляются в программе и после выпуска новостей в 02:00, в том числе The Forum (рус. Форум) компании BBC World Service по средам в 02:05, музыкальная рубрика Playing Favourites (рус. Любимая музыка) компании Radio New Zealand по четвергам в 02:05 и The Sampler (рус. Сэмплер) в 02:05 по пятницам. Ежедневно в 03:00 в эфире программы выходит блок новостей, который по сути является повтором выпуска, выходившего в эфир в 22:45. Специальные рубрики появляются в программе с 03:30: по понедельникам звучат научные программы Radio New Zealand, рубрики An Authors Views (рус. Авторский взгляд) и Diversions (рус. Отклонение, отвлечение внимания) выходят по вторникам и средам соответственно, по четвергам выходит рубрика The Strand компании BBC World Service, а по пятницам — шоу радиокомпании Radio New Zealand, Canterbury Tales (рус. Кентерберийские истории). Новости экономики от BBC World Service выходят в эфир в 04:30. В рабочие дни в 05:10 выходит рубрика He Rourou компании Radio New Zealand. Около 06:00 Маккей или Скотт присоединяются к ведущим утреннего шоу Morning Report для превью и обзора наступившего дня в свете исторических событий.
По субботам после рубрики Music after Midnight (с англ. — «Музыка после полуночи») идёт комедийная рубрика Laugh Track, начинающаяся в 00:30. Документальная рубрика From the World компании BBC World Service выходит в эфир в 01:05. В 02:35 в программе появляется рубрика Waiata Maori Music, а в 03:05 звучит отрывок аудиокниги. В 03:35 выходит рубрика This Week (рус. Эта неделя) компании Radio New Zealand, а рубрика Asian Report (с англ. — «Азиатский репортаж») — в 05:35. По воскресеньям рубрика Music after Midnight (рус. Музыка после полуночи) выходит в 01:05, раньше передачи радиостанции Radio New Zealand Our Changing World (рус. Наш меняющийся мир). В 02:06 выходит рубрика Touchstone (рус. Пробный камень) от Radio New Zealand, рубрика Hymns with Maureen Garing (рус. Гимны с Морином Герингом) выходит в эфир в 02:30, в 03:05 звучат отрывки из аудиокниг, в 04:30 выходит рубрика One Planet (рус. Единственная планета) компании BBC World Service, а в 05:45 рубрика Auckland Stories (рус. Оклендские истории) компании Radio New Zealand.

### Субботний эфир
- Ведущий: Ким Хилл[англ.]
- Трансляция: с 08:00 до 12:00

Субботний эфир на Radio New Zealand National начинается с двух предварительно записанных передач — Storytime (рус. Время историй) с рассказами и историями для детей, выходящей в эфир после блока новостей в 06:00, и информационно-аналитической программы Country Life (рус. Сельская жизнь) о животноводстве и сельском хозяйстве, выходящей в эфир после выпуска новостей в 07:00. Storytime производится специальным подразделением Radio New Zealand Drama и состоит из отрывков детских произведений, озвученных новозеландскими актёрами. Около 50 детских рассказов озвучиваются ежегодно такими актёрами, как например Робин Малколм и Ллойд Скотт (англ. Lloyd Scott (broadcaster). Country Life, ведущими которой являются Сьюзан Мюррей (англ. Susan Murray) и Демпси Вудли (англ. Dempsey Woodley), выпускаемая при поддержке Кэрол Стайлз (англ. Carol Stiles) и Космо Кентиш-Барнс (англ. Cosmo Kentish-Barnes) — информационно-аналитическая программа компании Radio New Zealand о животноводстве и сельском хозяйстве. В программе освещаются события, попавшие в выпуск новостей Midday Report Rural News, а также озвучиваются документальные материалы и репортажи.
Основной программой субботнего эфира является радиожурнал Saturday Morning (рус. Субботнее утро). Ведущая программы — Ким Хилл, продюсер — Марк Кьюби (англ. Mark Cubey). Это шоу с 1994 по 1999 годы называлось Top of the Morning (с англ. — «Лучшее из утра»), а его ведущим был Брайан Эдвардс. С 1999 по 2002 годы шоу получило своё нынешнее название, Saturday Morning, а его ведущим был Джон Кемпбелл. В этой программе звучат сюжеты о науке, литературе, музыке, текущих проблемах, и другие. Программа позиционируется компанией Radio New Zealand как развлекательная, не имеет никаких связей с подразделением Radio New Zealand News и не несёт никаких обязательств по поводу беспристрастности.
С 12:00 до 14:00 ведущий Саймон Мортон (англ. Simon Morton) и продюсер Ричард Скотт (англ. Richard Scott) представляют программу This Way Up (рус. Это роскошно!) о потребительских товарах. В программе рассказывается о том, как были изобретены различные вещи, как они были спроектированы, произведены, как используются. Основное внимание уделяется технологии и пищевой промышленности. Рубрики A Funky Chicken Farm (рус. Вонючий курятник), Backyard Bee Hive (рус. Пчелиный улей на задворках) и Veggie iPlot (рус. Виртуальная овощная делянка) были представлены Мортоном и Скоттом ещё в 2006 году, когда программа только появилась в эфире. С тех пор эти рубрики регулярно обновляются, а с 2009 года на телеканале TVNZ6 появился спин-офф этой передачи, Use as Directed (рус. Используй по назначению), в которой Саймон Мортон также стал ведущим.
С 14:00 до 17:00 Эмма Смит (англ. Emma Smith) представляет музыкальную программу Music 101 Архивная копия от 17 июля 2014 на Wayback Machine. Эмма Смит, Кирстен Джонстоун (англ. Kirsten Johnstone) и Сэм Уикс (англ. ) являются сопродюсерами этой программы. В программе звучат интервью, которые ведущая берёт у современных музыкантов и представителей музыкальной индустрии, прямые включения и записи концертов, коммерческая и некоммерческая музыка. В программу включаются такие рубрики, как шоу Access All Areas (рус. Повсеместный доступ) Тревора Рики (англ. Trevor Reekie), а также избранные моменты из программы The Sampler (рус. Сэмплер) с Ником Боллинджером (англ. Nick Bollinger), в которой он представляет музыкальные обзоры. В субботнем эфире звучит также музыкальное шоу The Music Mix (рус. Музыкальный микс) с современной музыкой. После 16:00 в эфир выходит получасовая рубрика с прямым включением или в записи с музыкального выступления. Программа Music 101 получила своё название ввиду того, что Radio New Zealand National транслировалось на частоте 101FM на большей части зоны приёма.
После выпуска новостей в 17:00 в эфир выходят политические информационно-аналитические программы Focus on Politics (рус. Фокус на политике) и Tangata o te Moana о проблемах населения тихоокеанского региона. После 18:00 в передаче Great Encounters (с англ. — «Великие встречи») звучат наиболее популярные интервью прошедшей недели. С 19:00 Питер Флай (англ. Peter Fly) выходит в эфир со своей музыкальной и комедийной программой Saturday Night, а Уэйн Моват (англ. Wayne Mowat) с программой Wayne's Music появляется в эфире после 23:00.

### Воскресный эфир
- Ведущий: Уоллес Чапман[англ.]
- Трансляция: с 07:00 до 12:00

По воскресеньям, как и по субботам, эфирная программа начинается с двух предварительно записанных передач. После утреннего выпуска новостей в 06:08 в эфир выходит детская программа Storytime (рус. Время историй). После семичасового выпуска новостей в 07:04 выходили программы Hymns (рус. Гимны) и Weekend Worldwatch (рус. Всемирное обозрение по выходным). Hymns — 25-минутная программа, состоящая из церковных песнопений, записанных в новозеландских церквях. Программу продюсирует и ведёт Марк Бушелл  (англ. Mark Bushell). До него ведущим программы был Морин Гаринг (англ. Maureen Garing), умерший в 2011 году. C 30 марта 2014 программа Hymns выходит на дружественной радиостанции Radio New Zealand Concert в 07:30. Программа Weekend Worldwatch была снята с эфира 23 марта 2014 года.
С 07:00 до 12:00 Уоллес Чапман представляет развлекательную программу Sunday Mornings (рус. По утрам в воскресенье), продюсируемую Кристин Кессфорд (англ. Christine Cessford), и включающую набор разнообразных интервью, постоянных рубрик, документальных материалов и музыки. С 08:00 до 09:00 в программе звучит повтор информационно-аналитической программы Radio New Zealand News, Insight. После него в эфир выходит первое интервью. С 09:00 до 10:00 в эфире радиостанции звучит программа MediaWatch (рус. Обзор медиа), после которой следует второе интервью. В третьем часе Лейдлоу присоединяется к дискуссии, чтобы к 10:40 успеть обсудить текущие вопросы. Затем Тревор Рики (англ. Trevor Reekie) в короткой музыкальной программе Hidden Treasures (рус. Спрятанные сокровища) зачитывает отзывы радиослушателей и завершает час. В последнем часе программа становится более академической, а рубрика Ideas (рус. Идеи) предлагает слушателям широкий круг философских, социальных, исторических и экологических идей. Эта рубрика начинается с обсуждения в студии, когда вниманию слушателей предлагается документальный материал. Продюсер этой рубрики — Джереми Роз (англ. Jeremy Rose), ведущий — Крис Лейдлоу (англ. Chris Laidlaw), который является также ведущим программы The Forum на BBC World Service. Ведущим воскресной передачи может быть и ведущий другой документальной передачи BBC World Service.
С 12:00 до 16:00 журналист-искусствовед Лин Фримен (англ. Lyn Freeman) совместно с обозревателем кино и музыки, Саймоном Моррисом (англ. Simon Morris) представляют вниманию слушателей программу Standing Room Only (рус. Остались только стоячие места), в которой ведущие общаются с выездным корреспондентом программы, Кристин Кессфорд (англ. Christine Cessford). В своё традиционное время, в 12:15, в эфир выходит получасовой выпуск Spectrum, а остаток дня посвящается искусству, театру, кинематографу, комедии, литературе, танцам, развлечениям и музыке. Итоговый обзор новостей искусства и два интервью или репортажа предваряют выпуск новостей в 13:00 и следующую за ним рубрику At the Movies (рус. В кино). После дополнительных трёх интервью или репортажей следует обзор новостей в 14:00. После него начинается получасовое интервью с одним из комедиантов об одной из комедий. Следующие три репортажа заканчивают третий час программы, после чего в 15:00 следует очередной выпуск новостей и рубрика Sunday Theathre (рус. Воскресный театр).
С 16:00 до 20:00 в эфир выходят от 4 до 6 рубрик, в том числе разнообразные специализированные программы. После выпуска новостей в 16:00 начинается рубрика Sunday Feature (рус. Воскресная особенность). Это документальная передача, продолжительностью около часа. После выпуска новостей в 17:00 следует рубрика Touchstone (рус. Пробный камень) о философии и духовности. Затем в эфире появляется рубрика Waiata, музыкальная программа на языке маори. После выпуска новостей в 18:00 вниманию слушателей предлагается еженедельный радиожурнал на языке маори, Te Ahi Kaa. В последнем часе выходит рубрика One in Five (рус. Один из пяти) с Майком Гурли (англ. Mike Gourly) о вопросах, связанных с жизнью людей с ограниченными возможностями. За этой рубрикой следует рубрика об искусстве, The Strand (рус. Нить), производства BBC World Service.
С 20:00 до 22:00 историк и архивариус Джим Салливан (англ. Jim Sullivan) представляет вниманию слушателей рассказы об истории и исторической музыке в рубрике Sounds Historical (рус. Звучит исторически). Салливан использует в своей передаче материалы звукового архива Новой Зеландии, рассказывает истории, записанные им в прошлом, а также берёт интервью у новозеландских историков по поводу их исследований, и призывает слушателей поделиться своими воспоминаниями. В 22:00 выходит десятиминутный новостной бюллетень News at Ten (рус. Новости в десять), после которого следует повтор рубрики MediaWatch (рус. Обзор прессы) из утренней программы Лейдлоу и рубрики Wayne's Music (рус. Музыка Уэйн) с Уэйн Моват, заканчивающиеся в 22:50.

## Радиовещание
Radio New Zealand National выходит в эфир разными способами и на разных частотах.

### Амплитудная модуляция (AM)
| Место                             | Передатчик           | Частота (кГц) |
| --------------------------------- | -------------------- | ------------- |
| Каитаиа                           | Уаипапакаури         | 837           |
| Каикохе                           | Охаеаваи             | 981           |
| Фангареи                          | Отаика               | 837           |
| Окленд                            | Хендерсон            | 756           |
| Гамильтон                         | Эурека               | 1143          |
| Тауранга                          | Паенгароа            | 819           |
| Токороа                           | Уилтсдаун            | 729           |
| Роторуа                           | Тихиотонга           | 1188          |
| Гисборн                           | Уаинуи               | 1314          |
| Хокс-Бей                          | Опапа                | 630           |
| Нью-Плимут                        | Белл-Блок            | 918           |
| Палмерстон-Норт                   | Каиранга             | 1449          |
| Мастертон                         | Уаингава             | 1071          |
| Уонгануи Капити Веллингтон Бленем | Титаи-Бей            | 567           |
| Нельсон                           | Сток                 | 1116          |
| Уэстпорт                          | мыс Встречного ветра | 1458          |
| Крайстчерч                        | Геббис-Пасс          | 675           |
| Тимару                            | Фейрвью              | 918           |
| Куинстаун                         | Кельвин-Хайтс        | 1134          |
| Александра                        | Александра           | 639           |
| Данидин                           | Хайклифф             | 810           |
| Инверкаргилл                      | Дакр                 | 720           |

### Частотная модуляция (FM)
Radio New Zealand National была первой радиостанцией в Новой Зеландией, внедрившей RDS в FM сигнал. Некоторые из FM-передатчиков на частоте 101FM являются государственными, а некоторые находятся в собственности некоммерческих общественных организаций.
Radio New Zealand National всё ещё транслирует свой сигнал в монорежиме, однако онлайн-трансляции доступны также и в стерео.
| Место                      | Передатчик                         | Частота (МГц)      |
| -------------------------- | ---------------------------------- | ------------------ |
| Каитаиа                    | Маунгатаниуха                      | 101,1              |
| Каикохе                    | Хикуранги                          | 101,5              |
| Фангареи                   | Хорокака Парахаки                  | 101,2 104,4        |
| Окленд                     | Скай Тауэр                         | 101,4              |
| Гамильтон Тауранга Токороа | Те-Ароха                           | 101,0              |
| Факатане                   | гора Эджкомб                       | 101,7              |
| Роторуа                    | Тихиотонга                         | 101,5              |
| Те-Куити                   | Те-Куити (общественный)            | 94,0               |
| Таупо                      | Уакароа Маунтин-Роуд               | 101,6 104,8        |
| Гисборн                    | Уитстоун-Роуд                      | 101,3              |
| Хокс-Бей                   | гора Эрин                          | 101,5              |
| Нью-Плимут                 | вулкан Таранаки                    | 101,2              |
| Уонгануи                   | гора Джоуетт                       | 101,6              |
| Палмерстон-Норт            | Ухарите                            | 101,0              |
| Мастертон                  | Отахоуа                            | 101,5              |
| Капити                     | Форест-Хайтс                       | 101,5              |
| Веллингтон                 | гора Каукау Товаи                  | 101,3 101,7        |
| Бленем                     | Уизер-Хиллз                        | 101,7              |
| Такака                     | гора Бернетт (общественный)        | 98,2               |
| Нельсон                    | Грампианс                          | 101,6              |
| Греймут                    | Папароа                            | 101,1              |
| Крайстчерч                 | Шугалоф                            | 101,7              |
| Ашбертон                   | Гаулер-Даунс                       | 101,3              |
| озеро Текапо               | гора Джон (общественный)           | 93,4               |
| Твайзел                    | гора Мэри (общественный)           | 92,6               |
| Омарама                    | Клауд-Хилл (общественный)          | 97,3               |
| Отематата                  | общественный                       | 106,7 (маломощный) |
| Тимару                     | гора Стадхолм                      | 101,1              |
| Ванака                     | гора Мауд                          | 101,0              |
| Милфорд-Саунд              | отель Милфорд-Саунд (общественный) | 92,0               |
| Куинстаун                  | Пенинсьюла-Хилл                    | 101,6              |
| Александра                 | Обелиск                            | 101,5              |
| Те-Анау                    | Рампартс-Роуд (общественный)       | 101,6              |
| Данидин                    | Хайклифф                           | 101,4              |
| Инверкаргилл               | Хэджхоуп                           | 101,2              |
| архипелаг Чатем            | общественный                       | 89,7               |

### Другие способы трансляции
- Стриминг в сети Интернет в стерео-режиме
- Подкастинг
- Нешифрованная трансляция со спутника
- SKY Network Television[англ.] DHS шифрованная спутниковая трансляция
- кабельная сеть TelstraClear[англ.] в Веллингтоне и Крайстчерче
- Freeview[англ.], платформа эфирного телевидения
- Цифровое радио во временном режиме в Окленде и Веллингтоне